# Codonopsis pilosula
Codonopsis pilosula (en chino, 党参; pinyin, dǎngshēn) es una especie de planta perenne perteneciente a la familia de las campanuláceas. Es originaria del nordeste de Asia y Corea que  por lo general se encuentra creciendo en prados y claros del bosque a la sombra de los árboles.

## Descripción
La planta es arbustiva y densa y tiene una tendencia a subir, las hojas tienen forma de corazón, de color verde con flores en forma de campana con prominentes venas púrpuras amarillas o claras. La planta puede crecer hasta 2 m de altura, con raíces de 1-3 cm de espesor.

## Usos

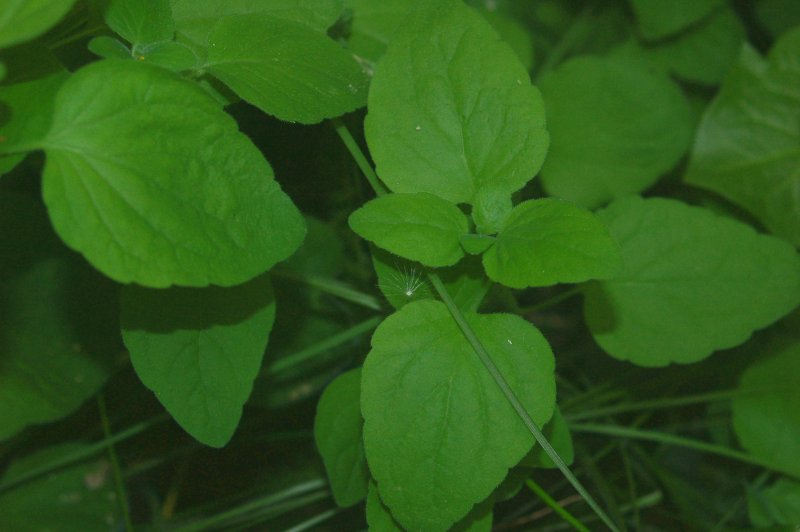
Codonopsis pilosula hojas

Las raíces de C. pilosula se utilizan en la medicina tradicional china. Las raíces se cosechan de la planta durante el tercer o cuarto año de crecimiento y se secan antes de la venta.

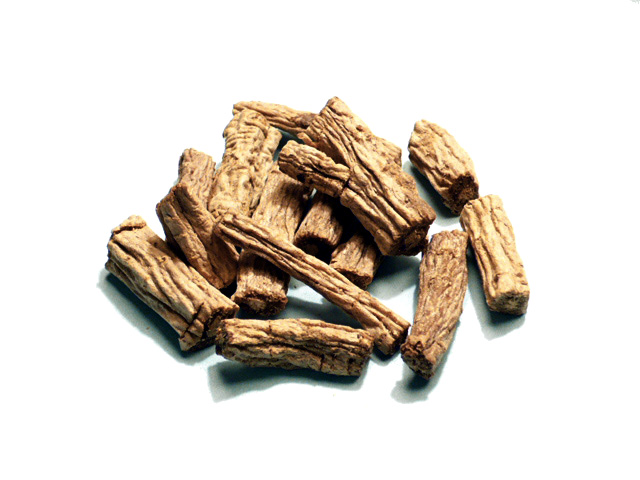
Raíz seca de Codonopsis pilosula

La Medicina tradicional china la usa para bazo y pulmón. Se usa en debilidad de los miembros, inapetencia, intestinos laxos, insuficiencia de sangre, palpitaciones, dificultades respiratorias y ansia. No usar durante resfriado, gripe u otro virus.

## Taxonomía
Coccoloba uvifera fue descrita por (Franch.) Nannf. y publicado en Acta Horti Gothoburgensis 5(2): 29. 1930.
Variedades
- Codonopsis pilosula var. handeliana - (en chino, 闪毛党参)
- Codonopsis pilosula var. modesta - (en chino, 素花党参)
- Codonopsis pilosula var. volubilis - (en chino, 缠绕党参)

Sinonimia
- Campanumoea pilosula Franch. basónimo
- Codonopsis glaberrima Nannf.
- Codonopsis handeliana Nannf.
- Codonopsis modesta Nannf.
- Codonopsis pilosula var. glaberrima (Nannf.) P.C.Tsoong
- Codonopsis pilosula var. handeliana (Nannf.) L.D.Shen
- Codonopsis pilosula subsp. handeliana (Nannf.) D.Y.Hong & L.M.Ma
- Codonopsis pilosula var. modesta (Nannf.) L.D.Shen
- Codonopsis pilosula var. volubilis (Nannf.) L.D.Shen
- Codonopsis silvestris Kom.
- Codonopsis volubilis Nannf.[3]